# Parafia greckokatolicka Trójcy Świętej w Gliwicach
Parafia greckokatolicka pw. Trójcy Przenajświętszej w Gliwicach (ukr. Греко-католицька парафія Пресвятої Трійці в м. Глівіце) – parafia greckokatolicka w Gliwicach Parafia należy do eparchii wrocławsko-koszalińskiej i znajduje się na terenie dekanatu katowickiego. W ramach parafii funkcjonują dwie filie - ośrodki duszpasterskie w Tychach i Sosnowcu.

## Historia parafii
Parafia greckokatolicka pw. Trójcy Przenajświętszej funkcjonuje od 1975 r., księgi metrykalne również są prowadzone od 1975 r.

## Świątynia parafialna
Nabożeństwa w obrządku biznatyjsko-ukraińskim odbywają się w Kaplicy pw. Najświętszego Serca Pana Jezusa na terenie Zakładu Opiekuńczo-Leczniczego prowadzonego przez Siostry Miłosierdzia Świętego Karola Boromeusza przy ul. Zygmunta Starego 19 w Gliwicach (wejście od ul. Księcia Ziemowita) w niedziele o godzinie 10:30.